# 77e division d'infanterie (France)
Pour les articles homonymes, voir 77e division d'infanterie.
La 77e division d'infanterie est une division d'infanterie de l'armée de terre française qui a participé à la Première Guerre mondiale.

## Création et différentes dénominations
- 5 septembre 1914 : Division Barbot
- 30 septembre 1914 : Division « B » du D.A. De Maud’huy
- 22 octobre 1914 : 77e division d'infanterie

## Les chefs de la77edivisiond’infanterie
- 8 septembre 1914 : général Barbot[1]
- 10 mai 1915 : général Stirn[2]
- 12 mai 1915 : général Delmotte (par intérim)[3].
- 13 mai 1915 : général Pillot
- 24 janvier 1916 : général de Cugnac
- 17 décembre 1916 : général Guillemot
- 9 janvier 1918 : général Peschard d’Ambly
- 17 avril 1918 : général Serrigny
- 11 février 1919 : général Gaucher
- 25 décembre 1921 - 12 mai 1925 : général Jacquemot

## Première Guerre mondiale

### Composition
- 97e Régiment d’Infanterie d’octobre 1914 à novembre 1918
- 159e Régiment d’Infanterie d’octobre 1914 à novembre 1918
- 17e Bataillon de Chasseurs à Pied d’octobre 1915 à novembre 1917
- 54e Bataillon de Chasseurs alpins d’octobre à décembre 1914
- 56e Bataillon de Chasseurs à Pied de novembre 1917 à novembre 1918
- 57e Bataillon de Chasseurs à Pied d’octobre 1914 à novembre 1917 (dissolution)
- 60e Bataillon de Chasseurs à Pied d’octobre 1914 à novembre 1918
- 61e Bataillon de Chasseurs à Pied d’octobre 1914 à novembre 1918
- 122e Régiment d’Infanterie Territoriale d'août à novembre 1918

### Historique
Constituée le 5 septembre 1914, sous le nom de D.I. Barbot, avec l’une des brigades de la 44e D.I. disloquée.

#### 1914
- 5 – 12 septembre : occupation d’un secteur dans la région de Saint-Rémy ; combats vers La Salle (Bataille de la Mortagne).
- 12 – 28 septembre : offensive au-delà de la Meurthe, en direction de Senones : combats vers Senones, Laître et Launois. Stabilisation et occupation d’un secteur entre la région de Senones et celle de Badonviller.

27 septembre : attaque française sur Senones.
- 28 septembre – 1er octobre : retrait du front et transport V.F., de la région Charmes, Châtel-sur-Moselle vers celle d’Arras.
- 1er octobre - 14 novembre : engagée dans la 1re Bataille d’Artois : combats vers Neuville-Vitasse, Feuchy, Athies, Tilloy-lès-Mofflaines et aux lisières nord-est d’Arras. Stabilisation et occupation d’un secteur vers Saint-Laurent-Blangy et Roclincourt, réduit à gauche, le 31 octobre, jusque vers Maison Blanche.

21 - 25 octobre, attaques allemandes vers Saint-Laurent-Blangy et Roclincourt ; contre-attaques françaises.
- 14 novembre 1914 – 9 mai 1915 : mouvement de rocade vers le nord, et occupation d’un nouveau secteur entre le sud de la Targette et le bois de Berthonval.

27 décembre : attaque française au sud-est de Carency.
24 avril 1915 : réduction du front, à droite, jusqu’à la Targette.
29 avril : déplacement, à gauche, entre Carency et le bois de Berthonval.

#### 1915
- 9 – 27 mai 1915 : engagé dans la 2e bataille d’Artois.

9 - 16 mai, attaques françaises vers Carency et Souchez ; conquête de la 1re position allemande. Les généraux Barbot puis Stirn, commandant la division sont tués au cours de ces combats.
25 et 26 mai, attaques françaises au sud du château de Carleul.
- 27 mai – 2 juin : retrait du front et repos vers Tincques.
- 2 juin 1915 – 24 février 1916 : mouvement vers le front et occupation d’un secteur vers le Cabaret Rouge et la route de Carency à Souchez:

16 - 20 juin : attaques françaises sur l’îlot sud et sur le cimetière de Souchez 2e bataille d’Artois.
12, 13 et 14 juillet : attaques allemandes et contre-attaques françaises. À partir du 25 septembre, engagée dans la 3e bataille d’Artois :
25 - 29 septembre : attaques françaises vers Souchez et la cote 119.
11 octobre : nouvelles attaques françaises ; puis organisation et occupation du terrain conquis au sud du bois de Givenchy (guerre de mines).
23 novembre : extension du front, à droite, jusqu’au sud de Givenchy-en-Gohelle.

#### 1916
- 24 février – 13 mars : retrait du front ; repos vers Saint-Pol-sur-Ternoise. À partir du 29 février, transport par V.F. vers la région de Montdidier; repos. À partir du 8 mars, transport par V.F. vers la région de Revigny, puis mouvement vers celle de Chaumont-sur-Aire.
- 13 mars – 3 avril : transport par camion à Verdun. À partir du 16 mars, engagée dans la Bataille de Verdun, vers Vaux-devant-Damloup et la ferme Dicourt.
- 3 avril – 15 mai : retrait du front, repos vers Rosnes. À partir du 11 avril, mouvement, de Velaines, vers la région de Lucey, par Reffroy ; repos et travaux. (Des éléments de la DI. sont détachés, avec le 8e CA. dans le secteur Chauvoncourt, les Paroches.) À partir du 29 avril, mouvement par étapes, vers le camp de Saffais ; instruction.
- 15 mai – 27 juillet : mouvement vers le front, et, à partir du 17 mai, occupation d’un secteur vers Flirey et l’étang de Vargévaux.
- 27 juillet – 19 août : retrait du front ; repos vers Toul. À partir du 14 août, transport par V.F. dans la région de Crèvecœur-le-Grand : repos.
- 19 août – 1er octobre : transport par camion vers le front. Engagée, à partir du 21 août, dans la Bataille de la Somme, vers Barleux et le nord de Belloy-en-Santerre :

4 et 6 septembre : attaques françaises sur Barleux.
8 septembre : extension du front, à gauche, jusqu’à la Somme, vers Cléry-sur-Somme.
- 1er – 16 octobre : retrait du front : stationnement vers Lamotte-en-Santerre.
- 16 octobre – 4 novembre : mouvement vers le front, et, à partir du 17 octobre, engagée, à nouveau, dans la Bataille de la Somme, vers le sud de Barleux, Biaches et le sud de Cléry-sur-Somme :

18 octobre : attaque française sur Biaches.
21 et 29 octobre : attaques allemandes.
- 4 – 29 novembre : retrait du front, transport par V.F. dans la région de Villers-Cotterêts ; travaux.
- 29 novembre 1916 – 17 mars 1917 : occupation d’un secteur entre Pernant et Hautebraye.

#### 1917
- 17 mars – 20 mai : poursuite des troupes allemandes en direction du massif de Saint-Gobain lors de leur retrait stratégique durant l'opération Alberich ; franchissement de l’Ailette ; à partir de la fin de mars, stabilisation vers Quincy-Basse et Coucy-la-Ville.

30 mars : extension du front, à gauche, jusqu’au sud de Barisis-aux-Bois.
- 20 mai – 3 juin : retrait du front ; repos au sud de l’Ailette, dans la région Blérancourt, Selens, puis transport vers Fismes.
- 3 – 24 juin : occupation d’un secteur vers la ferme Malval et l’épine de Chevregny : engagements fréquents de part et d’autre.
- 24 juin – 8 juillet : retrait du front ; repos vers Villers-Cotterêts.
- 8 – 27 juillet : mouvement vers le front et occupation d’un secteur entre l’Epine de Chevregny et le Panthéon.
- 27 juillet – 3 septembre : retrait du front, puis, à partir du 1er août, transport par V.F., de Vierzy, vers Lure ; instruction au camp de Villersexel.
- 3 septembre 1917 – 19 janvier 1918 : mouvement vers Belfort, et, à partir du 10 septembre, occupation d’un secteur entre Fulleren et le canal du Rhône au Rhin : engagement au Schoenholz[4],[5].

#### 1918
- 19 janvier – 6 mars : retrait du front et transport par V.F. de la région de Belfort, vers celle d’Arches ; repos et instruction au camp. À partir du 8 février, mouvement vers Rambervillers et repos ; à partir du 26 février, travaux vers Baccarat.
- 6 – 25 mars : transport par V.F. vers Épernay et Pierry ; repos et instruction, puis travaux de 2e position.
- 25 mars – 1er mai : transport par camions, dans la région de Lassigny. Engagée dans la 1re Bataille de Noyon : du 29 mars au 1er avril, combats à Canny-sur-Matz, au Plémont et à Plessis-de-Roye ; puis organisation d’un nouveau front vers Plessis-de-Roye et le Plémont.
- 1er – 12 mai : retrait du front ; le 4, transport par V.F., de Villers-Cotterêts, au Thillot ; repos et instruction.
- 12 mai – 22 juin : occupation d’un secteur vers Leimbach et Metzeral.
- 22 juin – 15 juillet : retrait du front et à partir du 24 juin, transport par V.F., vers Senlis ; repos et instruction. À partir du 8 juillet, transport par V.F. vers Sézanne ; puis mouvement vers Mareuil-en-Brie.
- 15 juillet – 3 août : engagée, vers Festigny-les-Hameaux, dans la 4e Bataille de Champagne, et, à partir du 18 juillet, dans la 2e Bataille de la Marne :

20 juillet : combat vers Leuvrigny et Montvoisin ; progression jusqu’à la Marne. À partir du 21 juillet, retrait du front, transport par camions vers Sermiers, puis vers le front, au sud-ouest de Ville-Dommange : combats vers Sainte-Euphraise et vers Bligny.
- 3 – 24 août : retrait du front, mouvement vers Pierry ; repos.
- 24 août – 29 septembre : occupation d’un secteur vers la Neuvillette et les abords est de Reims.
- 29 septembre – 12 octobre : retrait du front et transport par V.F. en Flandre ; repos et instruction au nord de Proven.
- 12 octobre – 3 novembre : mouvement vers le front; à partir du 14 octobre, engagée dans la 2e Bataille de Belgique : combats à Hooglede, puis forcément de la Lys et prise de Deinze.
- 3 – 11 novembre : retrait du front ; repos vers Ruysselede, où la 77e D.I. Se trouve lors de l’armistice.

#### Rattachements
Affectation organique : 33e Corps d'Armée, d’octobre 1914 à novembre 1918
- 1re armée

5 – 28 septembre 1914
11 – 29 avril 1916
15 mai – 13 août 1916
6 novembre 1916 – 21 mars 1917
- 2e armée

29 septembre – 12 novembre 1914
8 mars – 10 avril 1916
- 3e armée

22 mars - 24 mai 1917
26 mars – 3 mai 1918
- 4e armée

6 – 24 mars 1918
- 5e armée

25 mars 1918
16 – 18 juillet 1918
20 juillet – 14 août 1918
23 août – 29 septembre 1918
- 6e armée

2 – 7 mars 1916
14 – 21 août 1916
8 septembre – 5 novembre 1916
25 mai – 26 juillet 1917
15 juillet 1918
15 – 22 août 1918
19 octobre – 11 novembre 1918
- 7e armée

7 août 1917 – 19 février 1918
4 mai – 23 juin 1918
- 8e armée

20 février – 5 mars 1918
- 9e armée

8 – 14 juillet 1918
19 juillet 1918
- 10e armée

12 novembre 1914 – 1er mars 1916
22 août – 7 septembre 1916
24 juin – 7 juillet 1918
- D.A.L.

30 avril – 14 mai 1916
- G.A.F.

30 septembre – 18 octobre 1918